# Åker/Strängnäs HC
Åker/Strängnäs HC är en ishockeyklubb från Strängnäs i Sverige. Klubben spelar sina hemmamatcher i Bruksvallens ishall som rymmer 700 åskådare.

## Säsonger i Division 1 / Hockeyettan
Åker/Strängnäs HC bildades 2012 genom en sammanslagning av Åkers IF:s ishockeysektion och Strängnäs HC. Den nybildade klubben tog Åkers IF:s plats i Division 1 (den tredje högsta divisionen i svensk ishockey).
| Säsong    | Division           | Placering | Vårserie              | Playoff/Kval                                  |
| --------- | ------------------ | --------- | --------------------- | --------------------------------------------- |
| 2011/2012 | Division 1D        | 1         | 3:a i Allettan Mellan | Utslagna av Enköping i playoff                |
| 2012/2013 | Division 1D        | 4         | 4:a i Allettan Mellan | Playoff: Besegrar Borlänge, utslagna av Piteå |
| 2013/2014 | Division 1C        | 2         | 6:a i Allettan Mellan |                                               |
| 2014/2015 | Hockeyettan Östra  | 5         | 1:a i vårserien       | Utslagna av Hudiksvall i playoff              |
| 2015/2016 | Hockeyettan Östra  | 5         | 1:a i vårserien       | Utslagna av Visby/Roma i playoff              |
| 2016/2017 | Hockeyettan Västra | 11        | 6:a i vårserien       | 4:a i kvalserien, nerflyttade                 |